# Distretto di Chahar Kint
Il distretto di Chahar Kint è un distretto dell'Afghanistan appartenente alla provincia di Balkh. Viene stimata una popolazione di 22.443 abitanti (stima 2016-17).